# Örebro HK 2012/2013
Säsongen 2012/2013 spelade Örebro HK i Hockeyallsvenskan, klubben avslutade säsongen på sjätte plats och spelade förkval om en ytterligare kvalserieplats. Peter Andersson var klubbens huvudtränare.

## Säsongen
Inför säsongen 2012/2013 presenterade klubben nästan ett helt nytt lag, bland annat tre nya målvakter i form av Robin Rahm, Stefan Ridderwall och Henrik Lundberg. Innan Rahm anslöt till Örebro, blev han klar för Brynäs IF. Som ersättningsmålvakt plockade Örebro in Tim Sandberg. Henrik Lundmark var dock utlånad till Wings HC Arlanda.
Örebro tippades som ett topplag tillsammans med Leksands IF och Djurgårdens IF. Säsongen första omgång för Örebro spelades den 12 september 2012, mot Malmö IF, vilken slutade med förlust för Örebro. Efter 31 omgångar spelade låg Örebro utanför playoff-platserna, och valde inför nyåret att peta assisterande tränaren Jens Gustavsson. I hans ställe tog Lars Mozart Andersson plats som assisterade. Som en ytterligare förstärkning till laget, blev det i januari 2013 klart att Conny Strömberg var tillbaka i laget. Detta efter att inte fått nytt kontrakt efter föregående säsong. Som ett ytterligare förvärv presenterades Mason Raymond som ny spelare, i syfte ersätta skadade Patrick Yetman. Raymond spelade enbart tre matcher innan han åter anslöt till Vancouver Canucks igen, efter att NHL-konflikten var löst. Även Stefan Gråhns plockades in som lån från Almtuna IS, efter att han blivit avstängd där.
När grundserien var slutspelade, slutade Örebro på en sjätteplats och kvalificerade sig till PlayOff-serien till Kvalserien till Elitserien, vilket man i den sista omgången säkrade segern i. Detta genom BIK Karlskoga förlorade mot IK Oskarshamn, samtidigt som Örebro vann mot Djurgården Hockey. Genom serievinsten i PlayOff-serien, kvalificerade sig klubben till spel i Kvalserien, vilken inleddes den 14 mars 2013 mot Timrå IK, vilken Örebro förlorade med 3-2 efter straffar. Örebro gick sedan obesegrade efter fulltid genom serien, och slutade på 24 poäng, och kvalificerade sig tillsammans med Leksands IF för spel i SHL säsongen 2013/2014.
Säsongen 2012/2013 blev Peter Anderssons sista som tränare i Örebro. Han blev även utsedd av Ishockeyjournalisternas Kamratförening till Årets coach i svensk hockey säsongen 2012/2013. Peter erbjöds en roll som sportchef i Örebro, men tackade nej. Och istället presenterades han i april 2013 som assisterande tränare i schweiziska HC Lugano.
En annan intressant och uppseendeväckande sak med säsongen var att Emil Kåberg hade sparat sitt skägg under hela säsongen. Han rakade sedan av det efter att klubben säkrats avancemang till Elitserien. Skägget gick på auktion och såldes för 27 000 kronor, där hela summan oavkortat gick till barncancerfonden.

## Tabeller

### Serietabell
| Nr | Lag              | S  | V  | ÖV | ÖF | F  | GM  | IM  | MS  | P   |
| -- | ---------------- | -- | -- | -- | -- | -- | --- | --- | --- | --- |
| 1  | Leksands IF      | 52 | 31 | 5  | 6  | 10 | 177 | 122 | +55 | 109 |
| 2  | Södertälje SK    | 52 | 29 | 7  | 2  | 14 | 157 | 114 | +43 | 103 |
| 3  | VIK Västerås     | 52 | 28 | 5  | 4  | 15 | 146 | 110 | +36 | 98  |
| 4  | BIK Karlskoga    | 52 | 30 | 3  | 0  | 19 | 161 | 127 | +34 | 96  |
| 5  | Djurgårdens IF   | 52 | 26 | 3  | 8  | 15 | 152 | 124 | +28 | 92  |
| 6  | Örebro HK        | 52 | 26 | 4  | 3  | 19 | 154 | 123 | +31 | 89  |
| 7  | IK Oskarshamn    | 52 | 22 | 4  | 3  | 23 | 157 | 152 | +5  | 77  |
| 8  | Mora IK          | 52 | 20 | 7  | 2  | 23 | 139 | 147 | −8  | 76  |
| 9  | Malmö Redhawks   | 52 | 20 | 3  | 5  | 24 | 151 | 150 | +1  | 71  |
| 10 | IF Troja/Ljungby | 52 | 20 | 3  | 3  | 26 | 124 | 162 | −38 | 69  |
| 11 | Asplöven HC      | 52 | 17 | 4  | 4  | 27 | 138 | 186 | −48 | 63  |
| 12 | Almtuna IS       | 52 | 15 | 2  | 7  | 28 | 118 | 143 | −25 | 56  |
| 13 | Tingsryds AIF    | 52 | 14 | 4  | 6  | 28 | 108 | 143 | −35 | 56  |
| 14 | Karlskrona HK    | 52 | 11 | 1  | 2  | 38 | 107 | 186 | −79 | 37  |

### PlayOff-serien
| PlayOff-serien till Kvalserien till Elitserien 2013/2014 | PlayOff-serien till Kvalserien till Elitserien 2013/2014 | SM | V | O | F | ÖTV | ÖTF | SLV | SLF | GM | IM | MS | PP | PT |
| -------------------------------------------------------- | -------------------------------------------------------- | -- | - | - | - | --- | --- | --- | --- | -- | -- | -- | -- | -- |
| 1                                                        | Örebro HK                                                | 6  | 4 | 1 | 1 | 0   | 0   | 0   | 1   | 23 | 16 | +7 | 2  | 15 |
|                                                          |                                                          |    |   |   |   |     |     |     |     |    |    |    |    |    |
| 2                                                        | BIK Karlskoga                                            | 6  | 3 | 0 | 3 | 0   | 0   | 0   | 0   | 19 | 22 | -3 | 4  | 13 |
| 3                                                        | Djurgården Hockey                                        | 6  | 2 | 1 | 3 | 0   | 0   | 1   | 0   | 22 | 20 | +2 | 3  | 11 |
| 4                                                        | IK Oskarshamn                                            | 6  | 2 | 0 | 4 | 0   | 0   | 0   | 0   | 20 | 26 | -6 | 1  | 7  |

|  | Laget avancerar till kvalserien 2013        |
|  | Lagen får spela Hockeyallsvenskan 2013/2014 |

### Kvalserien
| Nr | Lag             | S  | V | ÖV | ÖF | F | GM | IM | MS  | P  |
| -- | --------------- | -- | - | -- | -- | - | -- | -- | --- | -- |
| 1  | Örebro HK       | 10 | 6 | 2  | 2  | 0 | 29 | 16 | +13 | 24 |
| 2  | Leksands IF     | 10 | 7 | 0  | 1  | 2 | 36 | 19 | +17 | 22 |
| 3  | Timrå IK        | 10 | 4 | 2  | 1  | 3 | 30 | 30 | 0   | 17 |
| 4  | VIK Västerås HK | 10 | 3 | 1  | 1  | 5 | 19 | 23 | −4  | 12 |
| 5  | Rögle BK        | 10 | 2 | 1  | 0  | 7 | 18 | 27 | −9  | 8  |
| 6  | Södertälje SK   | 10 | 2 | 0  | 1  | 7 | 16 | 33 | −17 | 7  |

Tabelldata är hämtade från Svenska Ishockeyförbundet.

## Truppen
Uppdaterad den 19 augusti, 2012.

| Nr | Nat      | Spelare             | Pos  | S/H | Ålder | Värvad                    | Födelseort                                    |
| -- | -------- | ------------------- | ---- | --- | ----- | ------------------------- | --------------------------------------------- |
| 47 | Sverige  | Johan Adolfsson     | LW   | L   | 38    | 2009                      | Örebro, Örebro län                            |
| 18 | Kanada   | Jared Aulin         | C    | R   | 42    | 2012                      | Calgary, Alberta, Kanada                      |
| 6  | Sverige  | David Berg          | B    | L   | 31    | 2011                      | Örebro, Örebro län                            |
| 13 | Sverige  | Anders Eriksson     | C/RW | R   | 39    | 2012                      | Floda, Västra Götalands län                   |
| 11 | Sverige  | Thomas Enström      | C/RW | R   | 35    | 2010                      | Örnsköldsvik, Västernorrlands län             |
| 44 | Sverige  | Rasmus Fyrpihl      | LW   | L   | 29    | 2012                      | Örebro, Örebro län                            |
| 2  | Sverige  | Robin Gartner       | B    | L   | 36    | 2012                      | Nacka, Stockholms län                         |
| 54 | Kanada   | Dan Iliakis         | B    | R   | 42    | 2012                      | Scarborough, Ontario, Kanada                  |
| 10 | Sverige  | Jonas Karlsson      | RW/C | L   | 39    | 2007                      | Kil, Värmlands län                            |
| 27 | Sverige  | Emil Kåberg         | RW   | L   | 47    | 2011                      | Viby, Örebro län                              |
| 71 | Sverige  | Niklas Lihagen      | C    | R   | 41    | 2012                      | Örebro, Örebro län                            |
| 30 | Sverige  | Henrik Lundberg     | M    | L   | 34    | 2012 (utlånad till Wings) | Göteborg, Västra Götalands län                |
| 15 | Sverige  | Henrik Löwdahl (C)  | C    | L   | 43    | 1998                      | Örebro, Örebro län                            |
| 8  | Sverige  | Thomas Mitell       | B    | R   | 44    | 2012                      | Mariestad, Västra Götalands län               |
| 57 | Sverige  | Johan Motin         | B    | R   | 35    | 2012                      | Karlskoga, Örebro län                         |
| 29 | Sverige  | Christoffer Norgren | B    | L   | 50    | 2010                      | Nordmaling, Västerbottens län                 |
| 85 | Sverige  | Kalle Olsson        | C/LW | L   | 40    | 2012                      | Munkedal, Västra Götalands län                |
| 5  | Sverige  | Robin Olsson        | B    | L   | 35    | 2010                      | Luleå, Norrbottens län                        |
| 72 | Sverige  | Simon Olsson        | C/RW | L   | 35    | 2012                      | Göteborg, Västra Götalands län                |
| 3  | Sverige  | Bobbo Petersson     | B    | L   | 32    | 2012 (lån från LHC)       | Karlskrona, Blekinge län                      |
| 1  | Sverige  | Stefan Ridderwall   | M    | L   | 36    | 2012                      | Huddinge, Stockholms län                      |
| 35 | Sverige  | Tim Sandberg        | M    | L   | 34    | 2012                      | Stockholm, Stockholms län                     |
| 40 | Sverige  | Jens Skålberg       | B    | L   | 39    | 2011                      | Munkfors, Värmlands län                       |
| 20 | Sverige  | Marcus Weinstock    | RW/C | L   | 41    | 2010                      | Varberg, Hallands län                         |
| 56 | Sverige  | Johan Wiklander     | RW   | L   | 38    | 2010                      | Hägersten, Stockholms län                     |
| 19 | Kanada   | Patrick Yetman      | RW   | R   | 44    | 2012                      | St. John's, Newfoundland och Labrador, Kanada |